# Ctenoppia variopectinata
Ctenoppia variopectinata är en kvalsterart som först beskrevs av Balogh och Sandór Mahunka 1975.  Ctenoppia variopectinata ingår i släktet Ctenoppia och familjen Oppiidae. Inga underarter finns listade i Catalogue of Life.